# Федотов Павло Васильович
Федотов Павло (Петро) Васильович (1900, Санкт-Петербург — 29 вересня 1963, Москва) — діяч радянських спецслужб, генерал-лейтенант (1945).

## Ранні роки
Народився в Санкт-Петербурзі в родині кондуктора конки. У 1911 закінчив 3-класне початкове училище, в 1915 — 4-класне Петроградське училище ім. Д. І. Менделєєва. З серпня 1915 по лютий 1919 працював розкладчиком-пакувальником газет експедиції Петроградського поштамту і одночасно підробляв кіномеханіком. З лютого 1919 Федотов — червоноармієць 1-ї окремої комуністичної Петроградської бригади. У липні — вересні 1919 — курсант політичного курсу при політичному відділу Південного фронту. З вересня 1919 — політичний керівник роти 1-го Революційного дисциплінарного полку 8-ї армії. Брав участь у боях на Східному, Південному, Кавказькому фронтах, в операціях в Чечні і Дагестані, де був контужений. У жовтні 1918 вступив в РКП(б), однак у березні 1922 р «вибув автоматично».

## 1920-і
У 1920–1921 — Цензор, контролер, начальник цензури ОВ Кавтрударміі. З січня 1921 служив в чеченському окружному відділі НК, обласному відділі ГПУ: відповідальний контролер цензури, начальник інформаційного відділення, начальник ІНФО Грозненської НК; потім — уповноважений, з вересня 1923 — заступник начальника відділення, з березня 1924 — уповноважений з систематизації матеріалів Військового відділу. З січня 1925 — помічник начальника КРВ. З січня 1926 — уповноважений ОВ. З лютого 1927 П. В. Федотов в ПП ОГПУ по Північно-Кавказькому краю — уповноважений ІРВ. З жовтня 1927 — начальник, тимчасово виконуючий обов'язки начальника 3-го відділення ІРВ.

## 1930-і
З жовтня 1930 — начальник 6-го відділення ІНФО. З січня 1931 — співробітник для особливих доручень. З листопада 1931 — начальник 2-го відділення СПО (секретно-політичний відділ), з липня 1933 — 3-го відділення СПО, з січня 1934 — 2-го відділення СПО. У лютому 1932 був прийнятий кандидатом у члени ВКП(б), з липня 1937 — член ВКП(б). Після перетворення ОГПУ в НКВС в липні 1934 П. В. Федотов став начальником 5-го відділення СПО УГБ УНКВС Північно-Кавказького краю. З лютого 1937 він — начальник 5-го відділення 4-го відділу, а з 25 квітня 1937 — начальник 4-го відділу УДБ УНКВС Орджонікідзевського краю. У вересні 1937 П. В. Федотов був відряджений у розпорядження відділу кадрів НКВС СРСР. 10 листопада 1937 його призначають начальником 7-го відділення 4-го відділу ГУДБ (з 28 березня 1938 — 1-го УГБ) НКВС СРСР. З 1 серпня 1938 він — помічник начальника 4-го відділу 1-го УГБ НКВС СРСР, з 29 вересня 1938 — помічник начальника, а з 1 листопада 1938 — заступник начальника 2-го відділу ГУДБ НКВС. Одночасно з 8 жовтня по 22 грудня 1938 він є начальником слідчої частини 2-го відділу ГУДБ НКВС. З 4 вересня 1939 П. В. Федотов — начальник 2-го, а з 29 вересня 1940 за сумісництвом і 3-го відділів ГУДБ НКВС.

## 1940-і
З 26 лютого 1941 — начальник 2-го управління НКДБ, з 31 липня 1941 — НКВС, а з 12 травня 1943 — знову НКДБ (потім МДБ) СРСР. З січня 1946 — член Комісії з підготовки Міжнародного військового трибуналу над японськими військовими злочинцями в Токіо. З 15 червня по 9 вересня 1946 — начальник ВДУ, з 9 вересня 1946 по 30 травня 1947 — начальник ПГУ МДБ, одночасно з 7 вересня 1946 по 26 червня 1947 — заступник міністра держбезпеки СРСР. З 30 травня 1947 по серпень 1949 — заступник голови КІ (комітет інформації) при РМ СРСР (з 29 січня 1949 — КІ при МЗС СРСР).

## 1950-і
З 6 лютого 1952 по 12 березня 1953 в резерві МГБ (за іншими даними — заступник начальника ПГУ НТБ). Після смерті І. В. Сталіна П. В. Федотов 11 березня 1953 стає членом Колегії МВС, а на наступний день — начальником ПГУ МВС. З 17 березня 1954 він — начальник ВДУ КДБ при РМ СРСР. Протягом 3 років керував контррозвідкою. 12 квітня 1956 знятий з посади і 12 травня того ж року призначений заступником начальника редакційно-видавничого відділу Вищої школи КДБ при РМ СРСР. У березні 1959 звільнений у запас за службовою невідповідністю. 23 травня 1959 постановою РМ СРСР позбавлений звання генерал-лейтенанта «за грубі порушення законності в період масових репресій» (поїздка до Вірменії з А. І. Мікояном і Г. М. Маленковим у вересні 1937). У листопаді 1959 виключений з КПРС.